# Vaiva Radasta Vėbraitė
Vaiva Radasta Vėbraitė-Vėbra (* 24. August 1954 in den USA; † 13. Dezember 2008) war eine litauische Pädagogin, Politikerin und Vizeministerin.

## Leben
Vaiva Vėbraitė studierte Biologie am Massachusetts Institute of Technology und an der Yale University. Danach lehrte sie litauische Geschichte an der Sacred Heart University in Fairfield  (Connecticut). Sie gründete und leitete die Schule „Atgimimas“ (litauisch: „Wiedergeburt“) in Connecticut mit litauischsprachigem Unterricht.
Nach dem Ende der sowjetischen Besatzung Litauens und der Wiedergewinnung der Unabhängigkeit Litauens kehrte Vaiva Vėbraitė in die Heimat ihrer Eltern zurück. Ab 1997 leitete sie die Abteilung für Lehreraus- und Fortbildung und Schulentwicklung des Bildungsministeriums der Republik Litauen. Von 1998 bis 2001 war sie Stellvertretende Bildungsministerin. Ab 2004 war sie Beraterin von Valdas Adamkus.
Vėbraitės Grab befindet sich in Vilnius, im Friedhof Antakalnis.

## Familie
Vaiva war mit James Gust verheiratet und hatte eine Tochter und drei Söhne.